# High Stakes & Dangerous Men
High Stakes & Dangerous Men es el decimotercer álbum de estudio de la banda británica de hard rock y heavy metal UFO, publicado en 1992 por el sello independiente Razon/Griffin.
Es el primer disco luego de la segunda reunión de la banda a principios de la década de los noventa. Para ello contrataron a Laurence Archer en la guitarra, Clive Edwards en la batería y a Don Airey en los teclados, mientras que Phil Mogg y Pete Way son los únicos miembros fundadores de la banda en este álbum.
Con este trabajo se inicia el retorno al sonido clásico de la banda, dejando atrás los experimentos con el pop rock de los discos de la segunda mitad de la década anterior.

## Lista de canciones
Todas las canciones escritas por Phil Mogg, Pete Way y Laurence Archer, a menos que se indique lo contrario.

| N.º | Título                    | Escritor(es)               | Duración |  |
| 1.  | «Borderline»              |                            | 5:17     |  |
| 2.  | «Primed for Time»         |                            | 3:22     |  |
| 3.  | «She's the One»           |                            | 3:44     |  |
| 4.  | «Ain't Life Sweet»        | Mogg, Way, Archer, Edwards | 3:42     |  |
| 5.  | «Don't Want to Lose You»  |                            | 5:37     |  |
| 6.  | «Burnin' Fire»            |                            | 4:02     |  |
| 7.  | «Running Up the Highway»  |                            | 4:39     |  |
| 8.  | «Back Door Man»           |                            | 5:06     |  |
| 9.  | «One of Those Nights»     |                            | 4:11     |  |
| 10. | «Revolution»              |                            | 4:06     |  |
| 11. | «Love Deadly Love»        |                            | 4:53     |  |
| 12. | «Let the Good Times Roll» |                            | 4:12     |  |

## Músicos
- Phil Mogg: voz
- Laurence Archer: guitarra eléctrica
- Pete Way: bajo
- Clive Edwards: batería
- Don Airey: teclados